# Fon (fonètica)
Un fon és la realització fonètica sistemàtica d'un fonema.